# Коник ТВ спортс TG-621
Conic TV Sports TG-621 (TV Sports TG-621) је била конзола за игру фирме Conic која је почела да се производи у Европи од 1977. године.
Користила је GI AY-3-8500 (General Instruments) као микропроцесор, и 6 батерија од 1,5 волти за напајање.

## Детаљни подаци
Детаљнији подаци о рачунару TV Sports TG-621 су дати у табели испод.
|                       |                                                             |
| [ 1 ]                 |                                                             |
| Произвођач            |                                                             |
| Тип                   | играчка конзола                                             |
| Меморија              |                                                             |
| Поријекло             | Европа                                                      |
| Година                | 1977                                                        |
| Тастатура             | 2 мала одвојиви контролера са потенциометрима, serve, Reset |
| Процесор              |                                                             |
| Фреквенција процесора |                                                             |
| RAM                   |                                                             |
| ROM                   |                                                             |
| Текст                 |                                                             |
| Графика               |                                                             |
| Боја                  | црно и бијело                                               |
| Звук                  | уграђени звучник                                            |
| Димензије             | 21 фунта                                                    |
| Портови               |                                                             |
| Оперативни систем     |                                                             |